# We Are The World
„We Are the World“ е песен от 1985 година на Майкъл Джаксън и Лайнъл Ричи, продуцирана от Куинси Джоунс и Майкъл Омартиан и изпълнена от 46 от най-известните и добри изпълнители по това време. Създадена е под надслов USA For Africa или в превод „САЩ за Африка“ с цел да се съберат средства за помощ на гладуващите хора в Африка.
В проекта участват супер звездите Били Джоел, Боб Дилън, Брус Спрингстийн, Даяна Рос, Джордж Майкъл, Кени Роджърс, Лайнъл Ричи, Майкъл Джаксън, Пол Саймън, Рей Чарлс, Стиви Уондър, Тина Търнър, Уили Нелсън и други. Песента веднага застава на 1-во място в световните класации.
След земетресението в Хаити на 12 януари 2010 година песента е записана отново, под името We Are the World 25 for Haiti, от нова група талантливи музикални изпълнители, между които Селин Дион, Никол Шерцингер, Боно, Натали Кол, Карлос Сантана, Барбра Страйсънд, Кание Уест, Джош Гробан, Енрике Иглесиас, Джанет Джаксън, Ранди Джаксън и други.